# Таштугай
Таштуга́й (рос. Таштугай, башк. Таштуғай) — присілок у складі Хайбуллінського району Башкортостану, Росія. Входить до складу Таналицької сільської ради.
Населення — 358 осіб (2010; 344 в 2002).
Національний склад:
- башкири — 100%